# ファルブラヴ
ファルブラヴ (英語: Falbrav、中国語: 飛霸、1998年2月28日 - 2024年1月12日) は、イタリアの競走馬。2002年の共和国大統領賞、ミラノ大賞典、ジャパンカップ、2003年のイスパーン賞、エクリプスステークス、インターナショナルステークス、クイーンエリザベス2世ステークス、香港カップなどに優勝した。引退後は日本に輸出され、種牡馬となった。馬名の由来はイタリア語（ミラノ方言）で「いい子にしなさい」の意。

## 戦績

### 2歳・3歳時代
2000年9月3日にサンシーロ競馬場にてミルコ・デムーロを背にデビューし、デビュー戦を白星で飾る。しかし、その後は2歳G2のグイード・ベラルデッリ賞まで3戦連続2着という成績で2歳を終える。年が明けて2001年、ダリオ・バルジュー騎手を背に3歳初戦で勝利するも準重賞ではまたしても2着。続く目標のデルビーイタリアーノ（伊ダービー）でもモルシュディの2着に敗れ、なかなかいいところで勝利することができなかった。だが、その後の一般レースで勝利すると、準重賞こそ3着と敗れるがその後の一般レースを3と1/2馬身差で勝利し3歳を終える。

### 4歳時代
2002年になると初戦の一般レースを6馬身と圧勝。続いて臨んだ共和国大統領賞ではレコードで初めてG1を勝利すると、返す刀でミラノ大賞典も3馬身差で制した。こうしてイタリア上半期の中長距離G1レースをすべて制したファルヴラヴは、次の目標を凱旋門賞と定め、プレップレースにフォワ賞を選んだ。しかし、フォア賞では牝馬のアクアレリストの3着と敗れ、オリビエ・ペリエを新たに鞍上に臨んだ凱旋門賞では、直線で全く伸びずにマリエンバードの9着と大敗してしまう。これはロンシャン競馬場の深い芝が共和国大統領賞をレコードで制したファルブラヴには向かなかったためとされている。そこで陣営は、速いタイムの出やすい「軽い馬場」と言われる日本のジャパンカップに矛先を向けた。
この年のジャパンカップは、東京競馬場が改修工事で使用できないため、代わりに中山競馬場の2200mで開催された。このレースの外国馬はファルブラヴ以外にも、フランスの牝馬限定G1オペラ賞勝ち馬のブライトスカイや、キングジョージの勝ち馬ゴーランも出走していたとあって、見劣りしたのか9番人気の低評価ではあった。しかし初めて同馬に騎乗したイタリア出身のランフランコ・デットーリの好騎乗もあり、サラファンとの激しい叩き合いを制し、シンボリクリスエスの猛追をも凌ぎ切って勝利する。このレースは、サラファンの陣営からファルブラヴに対しての抗議が出たため、改めて審議となった。なお、この勝利で社台グループはファルブラヴの約半分の権利を購入した。

### 5歳時代
年が明けて2003年、ファルブラヴはイギリス・ニューマーケットのルカ・クマーニ厩舎へ移籍する。新たに鞍上にキーレン・ファロンを迎え、年明け初戦に選んだのは、フランスのGIレース、ガネー賞であったが、3着と敗れてしまう。しかし続くイスパーン賞では勝利し、フランスで初めてG1を勝利する。
続いて陣営が選んだのはプリンスオブウェールズステークスで、イギリス移籍後初めて地元でのレースとなる。鞍上に再びデムーロ騎手を迎えレースに挑むもネイエフの5着と惨敗。しかし次走のエクリプスステークスでは新たにホランド騎手を背にそのネイエフを抑え、イギリスで初G1制覇となった。G1連勝を狙って、次走をキングジョージ6世&クイーンエリザベスステークスと定めてレースに臨むが、アラムシャーの5着と惨敗。移籍後はなかなかG1連勝はならないが、次走のインターナショナルステークスを勝利する。
続いてアイリッシュチャンピオンステークスに出走するためアイルランドに遠征。ここでは前年に英愛ダービーを制したハイシャパラル、キングジョージで苦杯をなめたアラムシャー、ドバイワールドカップの勝ち馬ムーンバラッド、ヨークシャーオークスを連覇した名牝イズリントン、この年の愛オークス馬のヴィンテージティプルが名を連ねた。レースではハイシャパラルが抜けだし、それをファルブラヴが猛追するが、アタマ差とらえ切ることが出来ずに2着と惜敗。
再びイギリスに戻って、次に陣営が選んだレースはマイル戦のクイーンエリザベス2世ステークスであった。デビュー戦以来のマイル戦となったが、それを感じさせず2馬身差の勝利。続いてアメリカに遠征しBCターフへ出走するも、ゴール前でハイシャパラルとジョハーに交わされ、またしてもハイシャパラルに敗れた。
次走は香港カップで、このレースを以って引退し、日本で種牡馬入りすることが決まっていた。そのため、このレースでは吉田照哉の勝負服を使用した。再び鞍上にデットーリを迎え、レースではラクティ等を抑え、2馬身差の勝利。見事引退レースを飾った。この年G1を5勝したことが評価され、カルティエ賞最優秀古馬とBHB賞年度代表馬に選ばれた。
社台グループはジャパンカップ優勝後に約半分の権利を購入していたが、引退時に残りの権利も購入し日本で種牡馬入りした。

#### 競走成績
| 出走日     | 競馬場         | 競走名                             | 格   | 距離     | 着順 | 騎手         | 着差      | 1着（2着）馬         |
| ---------- | -------------- | ---------------------------------- | ---- | -------- | ---- | ------------ | --------- | -------------------- |
| 2000.09.03 | サンシーロ     | ルヴィニャノ賞                     |      | 芝1600m  | 1着  | M.デムーロ   | 1/2馬身   | (Mel Marengo)        |
| 0000.09.27 | サンシーロ     | レヴィS                            |      | 芝1700m  | 2着  | M.デムーロ   | 1/2馬身   | Rosa di Brema        |
| 0000.10.15 | カパネッレ     | マーモレ賞                         |      | 芝1800m  | 3着  | M.デムーロ   | 4馬身     | Mistero              |
| 0000.11.05 | カパネッレ     | グイードベラルデッリ賞             | G2   | 芝1800m  | 2着  | M.デムーロ   | クビ      | Mistero              |
| 2001.03.31 | サンシーロ     | パラッツェット賞                   |      | 芝2000m  | 1着  | D.バルジュー | 1馬身     | (Sopran Crown)       |
| 0000.03.31 | サンシーロ     | エマヌエーレフィリベルト賞         | 準重 | 芝2000m  | 2着  | D.バルジュー | 2馬身     | Baciale              |
| 0000.05.27 | カパネッレ     | デルビーイタリアーノ               | G1   | 芝2400m  | 2着  | D.バルジュー | 2 3/4馬身 | Morshdi              |
| 0000.09.02 | サンシーロ     | ニコ＆ヴィットーリオカステリッニ賞 |      | 芝2200m  | 1着  | D.バルジュー | 大差      | (Sopran Crown)       |
| 0000.09.23 | サンシーロ     | ファッサティ賞                     | 準重 | 芝2200m  | 3着  | D.バルジュー | 1 3/4馬身 | Altieri              |
| 0000.11.04 | カパネッレ     | シェイブラー賞                     |      | 芝2000m  | 1着  | D.バルジュー | 3 1/2馬身 | (Montesino)          |
| 2002.04.21 | サンシーロ     | サニタ賞                           |      | 芝1800m  | 1着  | M.パスカーレ | 6馬身     | (Alburno)            |
| 0000.05.12 | カパネッレ     | イタリア共和国大統領賞             | G1   | 芝2000m  | 1着  | D.バルジュー | 1 1/4馬身 | (Ekraar)             |
| 0000.06.16 | サンシーロ     | ミラノ大賞典                       | G1   | 芝2400m  | 1着  | D.バルジュー | 3馬身     | (Narrative)          |
| 0000.09.15 | ロンシャン     | フォワ賞                           | G2   | 芝2400m  | 3着  | D.バルジュー | 1馬身     | Aquarelliste         |
| 0000.10.06 | ロンシャン     | 凱旋門賞                           | G1   | 芝2400m  | 9着  | O.ペリエ     | 5 3/4馬身 | Marienbard           |
| 0000.11.24 | 中山           | ジャパンC                          | GI   | 芝2200m  | 1着  | L.デットーリ | ハナ      | （サラファン）       |
| 2003.04.27 | ロンシャン     | ガネー賞                           | G1   | 芝2100m  | 3着  | K.ファロン   | 2 1/2馬身 | Fair Mix             |
| 0000.05.18 | ロンシャン     | イスパーン賞                       | G1   | 芝1850m  | 1着  | K.ファロン   | 1 1/2馬身 | (Bright Sky)         |
| 0000.06.16 | アスコット     | プリンスオブウェールズS            | G1   | 芝10f    | 5着  | M.デムーロ   | 7 1/2馬身 | Nayef                |
| 0000.07.05 | サンダウン     | エクリプスS                        | G1   | 芝10f7y  | 1着  | D.ホランド   | 3/4馬身   | (Nayef)              |
| 0000.07.26 | アスコット     | KGVI&QES                           | G1   | 芝12f    | 5着  | D.ホランド   | 8馬身     | Alamshar             |
| 0000.08.19 | ヨーク         | インターナショナルS                | G1   | 芝10f88y | 1着  | D.ホランド   | 2馬身     | (Magistretti)        |
| 0000.09.06 | レパーズタウン | 愛チャンピオンS                    | G1   | 芝10f    | 2着  | D.ホランド   | クビ      | High Chaparral       |
| 0000.09.27 | アスコット     | クイーンエリザベス2世S             | G1   | 芝8f     | 1着  | D.ホランド   | 2馬身     | (Russian Rhythm)     |
| 0000.10.25 | サンタアニタ   | BCターフ                           | GI   | 芝12f    | 3着  | D.ホランド   | アタマ    | High Chaparral Johar |
| 0000.12.14 | 沙田           | 香港C                              | G1   | 芝2000m  | 1着  | L.デットーリ | 2馬身     | (Rakti)              |

#### 受賞歴
- 2003年カルティエ賞全欧最優秀古馬
- 2003年BHB賞年度代表馬

## 種牡馬時代
2004年シーズンより社台スタリオンステーションで種牡馬となり144頭に種付けを行った。秋にはシャトル種牡馬としてオーストラリアに渡り、2005年にファーストクロップとなる産駒が誕生し、93頭が血統登録された。この年はチェヴァリーパークスタッドで繋養されていた。2006年、再び社台スタリオンステーションで種牡馬入りした。2007年の種付け料は300万円に設定された。同年産駒がデビューし、6月21日に行われた旭川競馬場でのレースでモエレヒストリーが勝利し、地方、中央通じての産駒初勝利を挙げた。また、6月30日には、阪神競馬場でビーチアイドルが勝利し中央での産駒初勝利を挙げた。12月13日に2008年の種付け料が200万円アップの500万円に設定されたことが発表された。しかしその後は種付け料が下がり、2011年は50万円となっている。
産駒は活躍馬が牝馬またはセン馬に偏っており、典型的なフィリーサイアーであるとされる。
2014年に種牡馬を引退。その後は繋養先の社台スタリオンステーションにて功労馬として余生を過ごしていたが、2024年1月12日、老衰により26歳で死亡した。

### 年度別成績（中央+地方）
| 年     | 出走 | 出走 | 勝利 | 勝利 | 順位 | AEI  | 収得賞金        |
| 年     | 頭数 | 回数 | 頭数 | 回数 | 順位 | AEI  | 収得賞金        |
| ------ | ---- | ---- | ---- | ---- | ---- | ---- | --------------- |
| 2007年 | 36   | 103  | 14   | 18   | 102  | 1.19 | 1億7228万7000円 |
| 2008年 | 80   | 558  | 39   | 61   | 68   | 1.03 | 3億3116万3000円 |
| 2009年 | 92   | 652  | 37   | 64   | 52   | 1.04 | 3億8546万3000円 |
| 2010年 | 123  | 813  | 58   | 98   | 29   | 1.63 | 8億0481万4000円 |
| 2011年 | 130  | 1040 | 53   | 85   | 31   | 1.58 | 8億0405万3000円 |
| 2012年 | 127  | 1076 | 58   | 97   | 31   | 1.39 | 6億8157万6000円 |

- 2012年終了時点。

### 主な産駒
- 2005年産
  - フラワシ Fravashi（2008年QTCサイアーズプロデュースステークス）
  - トランスワープ（2012年函館記念、新潟記念）
- 2006年産
  - ワンカラット（2009年フィリーズレビュー、2010年函館スプリントステークス、キーンランドカップ、2012年オーシャンステークス）
- 2007年産
  - エーシンヴァーゴウ（2011年アイビスサマーダッシュ、セントウルステークス）
- 2008年産
  - ダンスファンタジア（2011年フェアリーステークス）
  - フォーエバーマーク（2013年キーンランドカップ）
  - エポワス（2017年キーンランドカップ）
- 2009年産
  - アイムユアーズ（2011年ファンタジーステークス、2012年フィリーズレビュー、クイーンステークス、2013年クイーンステークス）

### 母父としての主な産駒
- 2011年産
  - ハープスター：2013年新潟2歳ステークス、2014年チューリップ賞、桜花賞、札幌記念（父ディープインパクト、母ヒストリックスター）
- 2015年産
  - テトラドラクマ：2018年クイーンカップ（父ルーラーシップ、母リビングプルーフ）
  - ステルヴィオ：2018年スプリングステークス、マイルチャンピオンシップ（父ロードカナロア、母ラルケット）
- 2019年産
  - ラーグルフ：2023年中山金杯（父モーリス、母アバンドーネ）[8]

## 血統表
| ファルブラヴの血統               | ファルブラヴの血統              | ファルブラヴの血統 | （血統表の出典）   | （血統表の出典） |
| 父系                             | ノーザンダンサー系              | ノーザンダンサー系 | ノーザンダンサー系 | [ § 2 ]          |
| 父 Fairy King 1982 鹿毛          | 父の父Northern Dancer 1961 鹿毛 | Nearctic           | Nearco             | Nearco           |
| 父 Fairy King 1982 鹿毛          | 父の父Northern Dancer 1961 鹿毛 | Nearctic           | Lady Angela        |                  |
| 父 Fairy King 1982 鹿毛          | 父の父Northern Dancer 1961 鹿毛 | Natalma            | Native Dancer      | Native Dancer    |
| 父 Fairy King 1982 鹿毛          | 父の父Northern Dancer 1961 鹿毛 | Natalma            | Almahmoud          |                  |
| 父 Fairy King 1982 鹿毛          | 父の母Fairy Bridge 1975 鹿毛    | Bold Reason        | Hail to Reason     | Hail to Reason   |
| 父 Fairy King 1982 鹿毛          | 父の母Fairy Bridge 1975 鹿毛    | Bold Reason        | Lalun              |                  |
| 父 Fairy King 1982 鹿毛          | 父の母Fairy Bridge 1975 鹿毛    | Special            | Forli              | Forli            |
| 父 Fairy King 1982 鹿毛          | 父の母Fairy Bridge 1975 鹿毛    | Special            | Thong              |                  |
| 母 Gift of the Night 1990 黒鹿毛 | 母の父Slewpy 1980 黒鹿毛        | Seattle Slew       | Bold Reasoning     | Bold Reasoning   |
| 母 Gift of the Night 1990 黒鹿毛 | 母の父Slewpy 1980 黒鹿毛        | Seattle Slew       | My Charmer         |                  |
| 母 Gift of the Night 1990 黒鹿毛 | 母の父Slewpy 1980 黒鹿毛        | Rare Bouquet       | Prince John        | Prince John      |
| 母 Gift of the Night 1990 黒鹿毛 | 母の父Slewpy 1980 黒鹿毛        | Rare Bouquet       | Forest Song        |                  |
| 母 Gift of the Night 1990 黒鹿毛 | 母の母Little Nana 1975 栗毛     | Lihiot             | Ribot              | Ribot            |
| 母 Gift of the Night 1990 黒鹿毛 | 母の母Little Nana 1975 栗毛     | Lihiot             | Rytina             |                  |
| 母 Gift of the Night 1990 黒鹿毛 | 母の母Little Nana 1975 栗毛     | Nenana Road        | Kirkland Lake      | Kirkland Lake    |
| 母 Gift of the Night 1990 黒鹿毛 | 母の母Little Nana 1975 栗毛     | Nenana Road        | Sena               |                  |
| 母系(F-No.)                      | (FN:4-i)                        | (FN:4-i)           | (FN:4-i)           | [ § 3 ]          |
| 5代内の近親交配                  | アウトブリード                  | アウトブリード     | アウトブリード     | [ § 4 ]          |
| 出典                             | 1. 2. 3. 4.                     | 1. 2. 3. 4.        | 1. 2. 3. 4.        | 1. 2. 3. 4.      |